# بخش است یونین (شهرستان وین، اوهایو)
بخش است یونین (به انگلیسی: East Union Township) یک منطقهٔ مسکونی در ایالات متحده آمریکا است که در شهرستان وین، اوهایو واقع شده‌است.
 بخش است یونین ۹۲٫۲ کیلومتر مربع مساحت و ۶٬۵۲۷ نفر جمعیت دارد و ۳۵۳ متر بالاتر از سطح دریا واقع شده‌است.